# Uzi Narkiss
Uzi Narkiss (hebreu: עוזי נרקיס) (6 de gener de 1925 – 17 de desembre de 1997) va ser un militar israelià. Narkiss va comandar les unitats de les Forces de Defensa d'Israel a la Regió Central durant la guerra dels Sis Dies. Narkiss apareix a la famosa fotografia del Ministre de Defensa Moixé Dayan, flanquejat pel Cap de l'Estat Major Yitshaq Rabbín i per ell mateix, feta a la Ciutat Vella de Jerusalem poc després de la seva captura a les tropes jordanes durant la guerra dels Sis Dies de 1967.

## Biografia
Uzi Narkiss va néixer a Jerusalem fill de pares jueus polonesos. El seu primer record era amagant-se durant les revoltes àrabs de 1929. Narkiss estudià al Gymnasia Rehavia. Als 16 anys s'uní al Palmah i va participar en les operacions de la Haganà contra les tropes del Mandat Britànic de Palestina

### Carretera militar
L'abril del 1948, Narkiss encapçalà l'assalt sobre Katamon, alliberant el monestir a Sant Simó, una posició estratègica clau. Després de la marxa dels britànics i de la Declaració d'Independència, Narkiss va ser nomenat per assistir els assetjats al barri jueu de la Ciutat Vella. La unitat de Narkiss aconseguí superar la Porta de Sió, portant subministrament i evacuant els ferits que estaven assetjats. Quan els reforços militars no arribaren, però, Narkiss ordenà retirar-se als seus homes, i la Ciutat Vella no trigà a caure en mans de les tropes jordanes.
Narkiss passà diversos anys a França durant els anys de formació d'Israel, estudiant a l'École de Guerre i després com a agregat militar israelià, sent condecorat amb la Legió d'Honor pel govern francès. Narkiss tornà a Israel per continuar la seva carrera militar, i el 1965 va ser nomenat com a primer director de l'Acadèmia Nacional Israeliana de Defensa.
Al juny de 1967, amb 7 brigades sota el seu comandament, Narkiss va ser responsable de combatre qualsevol possible ofensiva jordana. Capturar la Ciutat Vella no formava part del pla. Les unitats israelianes es mogueren efectivament per ocupar posicions claus a la Jerusalem Oriental. Tot i això, els polítics no permetien que la Ciutat Vella fos capturada. Però tement que s'apropés l'alto el foc després d'una reunió d'urgència de les Nacions Unides, Moixé Dayan donà l'ordre a Narkiss, qui ràpidament capitalitzà l'oportunitat d'unificar la ciutat abans que qualsevol alto el foc ho evités. Sota aquesta direcció, la Ciutat Vella va ser capturada i Jerusalem quedà reunificada sota control israelià. Des del punt de vista de Narkiss, aquest alliberament completà la campanya que havien iniciat 19 anys abans, el fracàs previ del qual l'havia torturat.
Narkis es retirà de les Forces de Defensa d'Israel el 1968, ocupant després posicions claus a l'Agència Jueva i a l'Organització Sionista Mundial. El 1948 Uzi Narkiss trobà l'Alcorà del comandant palestí Abdul Kader Husseini al camp de batalla; durant la dècada de 1980 volia tornar-lo al fill de Kader, Faisal Husseini, però aquest es negà a rebre'l de mans d'un general israelià.
Va morir a Jerusalem als 72 anys.